# Onomastica araba

La tughra (firma stilizzata) di Mahmud II dell'Impero ottomano. Influenzati dalla cultura Araba, i Governanti ottomani avevano stilizzato i loro nomi alla maniera araba, come descritto in questa firma. La tughra dice: "Mahmud Han bin Abdulhamid muzaffer daima" ("Mahmud Khan figlio di Abdulhamid, il sempre vittorioso")

Nell'onomastica araba il nome risulta articolato in diverse componenti.

## Struttura del nome arabo
Innanzi tutto la kunya (in arabo كنية‎?), cioè il nomignolo di rispetto derivato dal nome di un figlio (per lo più il primogenito). Per un uomo si tratta di prefiggere il termine Abū (padre di) al nome del figlio e per una donna si premette invece al nome il termine Umm (madre di).
Segue poi l'ism (in arabo إسم‎?), cioè il nome proprio (Muḥammad, ʿAlī, ʿAbd al-Raḥmān, ecc.) usato da solo per essere chiamato in tono di assoluta familiarità e confidenza e che, dunque, può talora sottolineare un modo sgarbato o altezzoso di mettersi in rapporto con quella data persona per sottolinearne una vera o pretesa inferiorità sociale o morale.
Viene poi il nasab (in arabo نسب‎?), il patronimico (nomignolo derivato dal nome del padre) che segue l'ism e precede il nome del padre. Si usa il termine ibn (figlio di) o bint (figlia di) e nell'elencazione si può risalire molto indietro nelle generazioni ricordando anche il nome del nonno, del bisnonno, del trisavolo e così via. Segno questo di grande nobiltà e distinzione, dal momento che chi ha memoria dei suoi ascendenti fa in genere parte di un'élite di qualsivoglia natura (Muḥammad b. ʿAbd Allāh b. Yūsuf, "Muhammad figlio di ‘Abd Allāh, figlio [a sua volta] di Yūsuf").
È diffuso il sistema di abbreviare ibn in "b." e bint in "bt.".
È poi il turno della nisba (in arabo نسبة‎?), un aggettivo terminante in ī che indica la provenienza geografica, vera o presunta (al-Miṣrī, "l'egiziano", al-Kūfī, "il kufano").
La sequenza termina con il laqab (in arabo لقب‎?), titolo onorifico o soprannome, atto a indicare particolarità fisiche o morali, mestieri o professioni (al-Manṣūr, "che è reso vincitore da Dio", al-ʿAtrāsh "il sordo", al-Ḥaddād "il fabbro").
Per quanto riguarda nisba e laqab se ne possono elencare diversi, utili allora a tracciare gli spostamenti che una persona abbia effettuato nel corso della vita e i suoi cambi d'attività o d'interessi.
In epoca moderna, in tutti i paesi arabi si è registrata una tendenza alla cognomizzazione, solitamente del laqab, per cui di solito le persone sono indicate con ism in funzione di nome e laqab in funzione di cognome (che quindi si trasmette ai figli). A seconda del contesto, tuttavia, l'uso - codificato o no - può essere diverso.

## Nomi arabi e il loro equivalente biblico
Corrispondenze in mezzo di arabo, ebraico, e italiano.
| Nome Arabo                | Nome Ebraico       | Nome Italiano |
| ------------------------- | ------------------ | ------------- |
| al-Yasa                   | Elišaʿ             | Eliseo        |
| Ayyūb                     | Iyyov, ʾIyyôḇ      | Giobbe        |
| Binyamīn                  | Benyamin           | Beniamino     |
| Dāwūd                     | Davīd              | Davide        |
| Efraim                    | Efráyim            | Efraim        |
| Hārūn                     | Aharon             | Aronne        |
| Hawwa                     | Havah              | Eva           |
| Ibrāhīm                   | Avraham            | Abramo        |
| Ilyās                     | Eliyahu            | Elia          |
| ʿĪsā/Yassou *             | Yehoshua*          | Gesù, Giosuè  |
| Isḥāq                     | Yitzchak           | Isacco        |
| Ismāʿīl                   | Yišmā`êl, Yišma`el | Ismaele       |
| Isrāʾīl                   | Yisraʾel, Yiśrāʾēl | Israele       |
| Jibrīl                    | Gavri'el           | Gabriele      |
| Jad                       | Gad                | Gad           |
| Maryam                    | Miriyam            | Maria         |
| Mikhāʾīl                  | Mikha'el           | Michele       |
| Mattā                     | Matatyahu          | Matteo        |
| Mūsā                      | Moshé              | Mosè          |
| Nūḥ                       | Nóaḥ               | Noè           |
| Sāra                      | Sara               | Sara          |
| Sulaymān/Suleiman         | Shlomo             | Salomone      |
| ʿUbayd Allāh, ʿUbaydallāh | Obhádhyah          | Abdia         |
| Yaʿqūb                    | Ya`qov             | Giacobbe      |
| Yaḥyā, Youhanna**         | Yôḥānnān           | Giovanni      |
| Yūnus                     | Yona               | Giona         |
| Yūsuf/Yūsef               | Yosef              | Giuseppe      |
| Zakariyāʾ                 | Zekhariah          | Zaccaria      |

* Yassou è il nome arabo-cristiano di Gesù, mentre ʿĪsā è la versione musulmana del nome, come usato nel Corano. Yehoshua è anche l'origine di Giosuè.
** Yuḥanna è il nome arabo-cristiano di Giovanni, mentre Yaḥyā è la versione musulmana del nome, come usato nel Corano.

## Nomi biblici non semitici
| Nome Arabo    | Nome Italiano |
| ------------- | ------------- |
| Andraous      | Andrea        |
| Antun, Tanios | Antonio       |
| Būlus         | Paolo         |
| Būṭrus        | Pietro        |
| Iskandar      | Alessandro    |
| Istfan        | Stefano       |
| Jurj          | Giorgio       |
| Morqos        | Marco         |
| Lūqā          | Luca          |
| Qaysar        | Cesare        |